# ويلي شالر
ويلي شالر (بالإنجليزية: Willy Schaller) (23 فبراير 1933 في ألمانيا - 3 يناير 2015 في الولايات المتحدة) هو مدرب كرة قدم ولاعب كرة قدم أمريكي في مركز الدفاع، شارك في الألعاب الأولمبية الصيفية 1952.

## وصلات خارجية
- ويلي شالر على موقع أوليمبيديا (الإنجليزية)